# Rue Pierre-et-Marie-Curie
Pour les articles homonymes, voir Pierre et Marie Curie.
La rue Pierre-et-Marie-Curie est une voie située dans le quartier du Val-de-Grâce du 5e arrondissement de Paris.

## Situation et accès

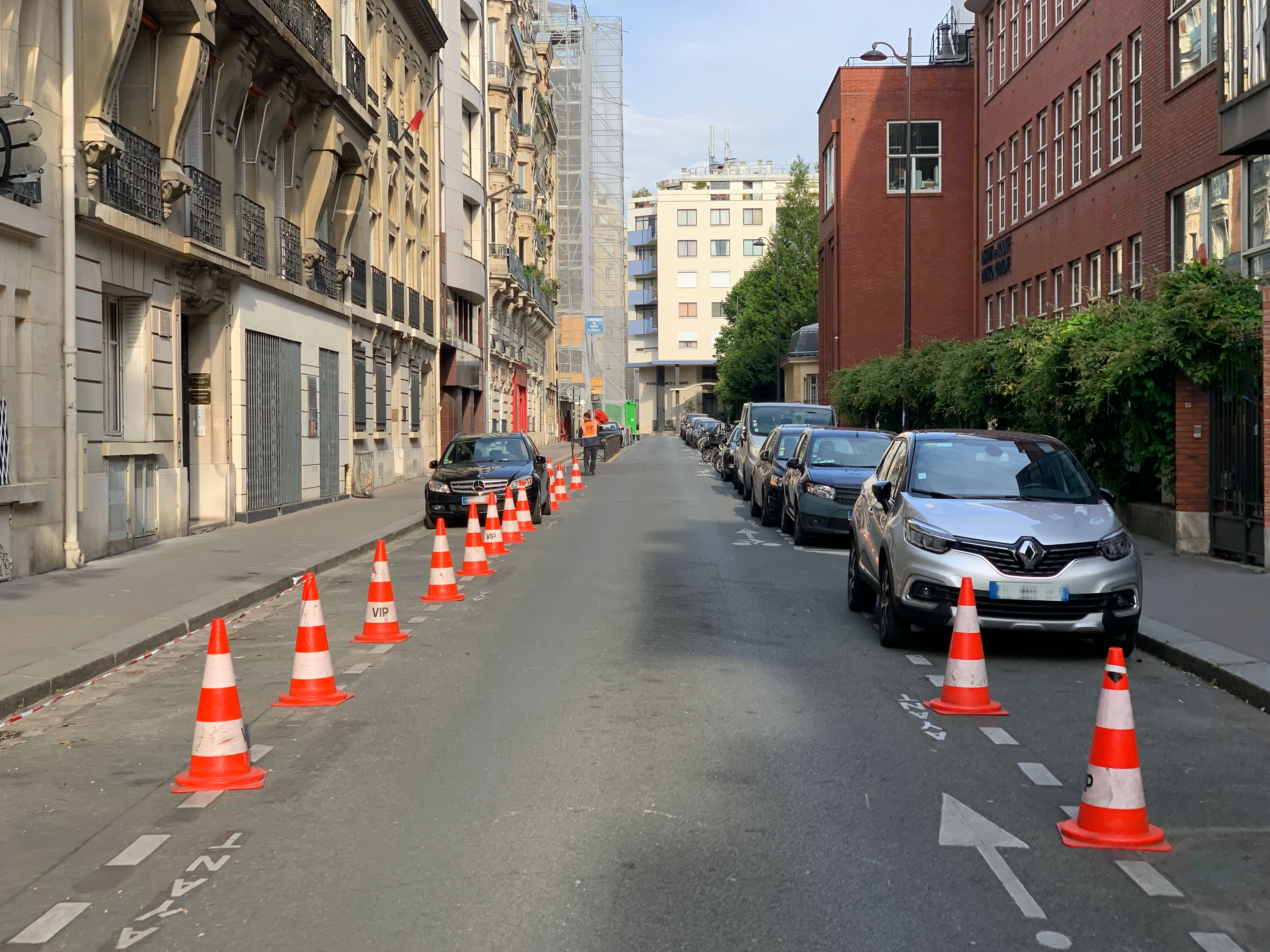
Vue de la rue : à droite, l'Institut de biologie physico-chimique.

Si le côté nord de la rue est bordé par des immeubles d’habitation, le côté sud longe le petit campus Curie (le grand campus Curie se situant à Jussieu).
La rue Pierre-et-Marie-Curie tire son nom des époux Pierre et Marie Curie, célèbres physiciens et prix Nobel, en raison de la présence de l'Institut du radium (constitué des pavillons Pasteur, Curie et du pavillon des Sources, qui contenait les échantillons radioactifs) qu'ils ont fondé et qui deviendra l'institut Curie.
Elle est desservie à proximité par la gare du Luxembourg de la ligne B du RER.

## Historique
Dans le courant du IIIe siècle, cette zone de l'ancienne  Lutèce est abandonnée pour quatorze siècles. Le plan le plus ancien conservé, dit « de Bâle », de 1550, montre une zone de cultures peu bâtie au sud de  l'enceinte de Philippe Auguste (emplacement des rues des Fossés-Saint-Jacques et Malebranche). En 1632 est construit ici le  couvent de la Visitation Sainte-Marie sur les plans de François Mansart, desservi par la rue du Faubourg-Saint-Jacques (actuelle rue Saint-Jacques).
Ce couvent est fermé en 1790 et mis en vente en 1797. Les religieuses de Saint-Michel et religieuses de Notre-Dame de Charité rachètent le domaine de l'ancien couvent — dont le parc de 3 hectares qui s'étendait jusqu'à la rue d'Ulm et la rue Lhomond — pour établir leur maison de correction pour « jeunes filles de mauvaise conduite », laquelle ferme en 1887. 

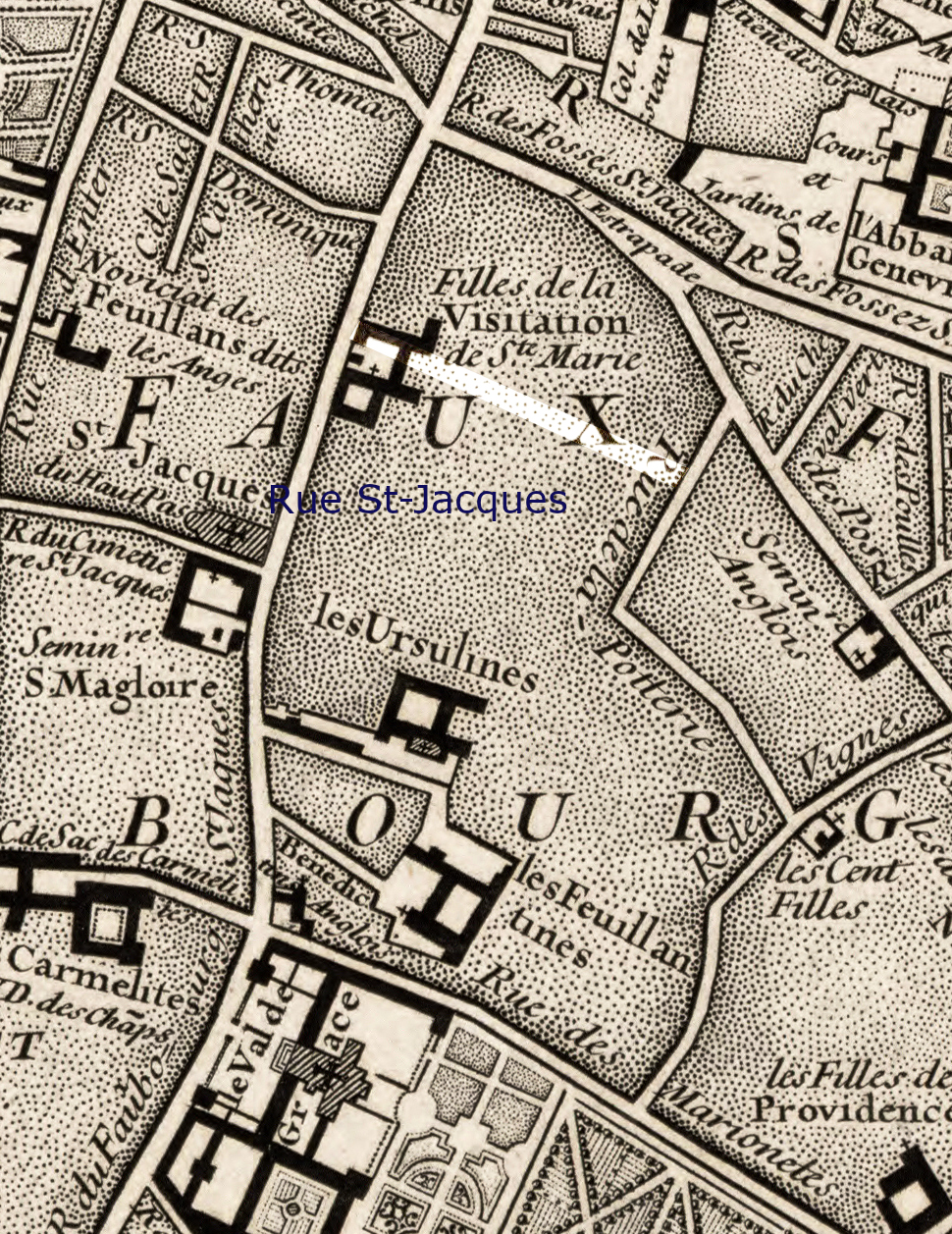
La future rue Pierre-et-Marie-Curie (en clair) sur le plan de Roussel (1730).
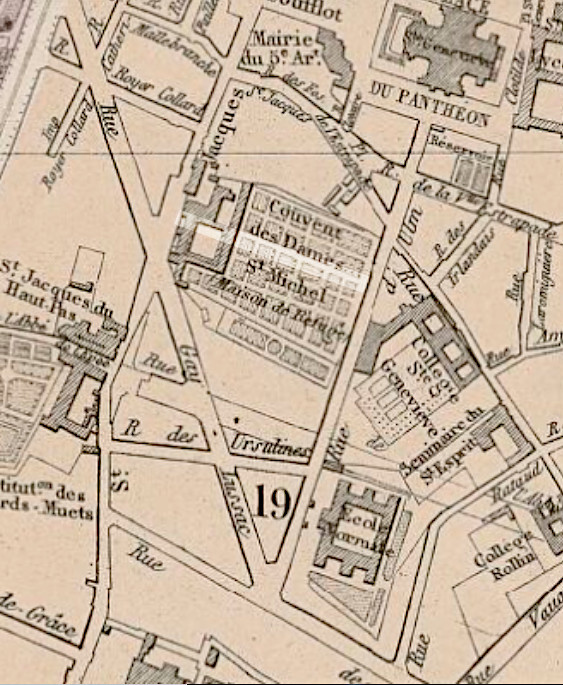
La future rue Pierre-et-Marie-Curie (en clair) sur le plan d'Eugene Andriveau-Goujon (1878).

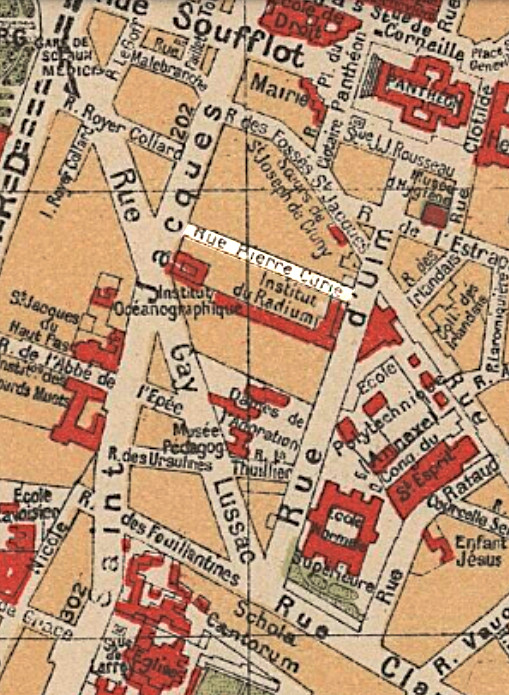
La rue Pierre-et-Marie-Curie, appelée alors « rue Pierre-Curie », sur le plan Hachette (1910).

En 1903, les religieuses quittent en 1903 le couvent, dont les bâtiments sont rasés dans les années suivantes.      
La rue est ouverte en 1909 sur ce domaine où sont construits en 1910 l'Institut océanographique, en 1914 l'institut de géographie à l'emplacement de l'ancienne chapelle, puis l'institut de chimie et plusieurs immeubles résidentiels
La rue s'est appelée « rue Pierre-Curie » jusqu'au 8 septembre 1967, avant que l'adjonction du nom de Marie Curie ne soit décidée dans le courant des années 1970.

## Bâtiments remarquables et lieux de mémoire
- Les numéros impairs de la rue correspondent au petit campus Curie, dont, au no 1, le musée Curie. Ce côté se termine sur le bâtiment de l'Institut de géographie.
- No 10 : bâtiment construit en 1910 par les architectes Prosper Bobin et M. Sandoz. Eugène Ducretet y est mort en 1915[3] ; une plaque lui rend hommage.
- No 12 : dans cet immeuble, Louis Seigner a habité une grande partie de sa vie et y est décédé lors de l'incendie de son appartement en 1991[4] ; une plaque lui rend hommage.
- No 14 : à cet endroit furent menées de 1990 à 1991 des fouilles qui permirent de découvrir un îlot de trois habitations antiques, avec du mobilier (fibules, intailles, céramiques et monnaies)[5].
- Nos 16 et 18 : immeubles construits sur les plans d'Henry Didelot, où vécurent le compositeur Jean Rivier qui y résida pendant près de soixante ans[4] (une plaque lui rend hommage), le cristallographe Jean Wyart et les chimistes Henri Moureu et Léon Velluz. Le no 18 fut autrefois le siège de l'Institut hongrois de Paris.
- Nos 26 : Paul Montel, éditeur, y a vécu.

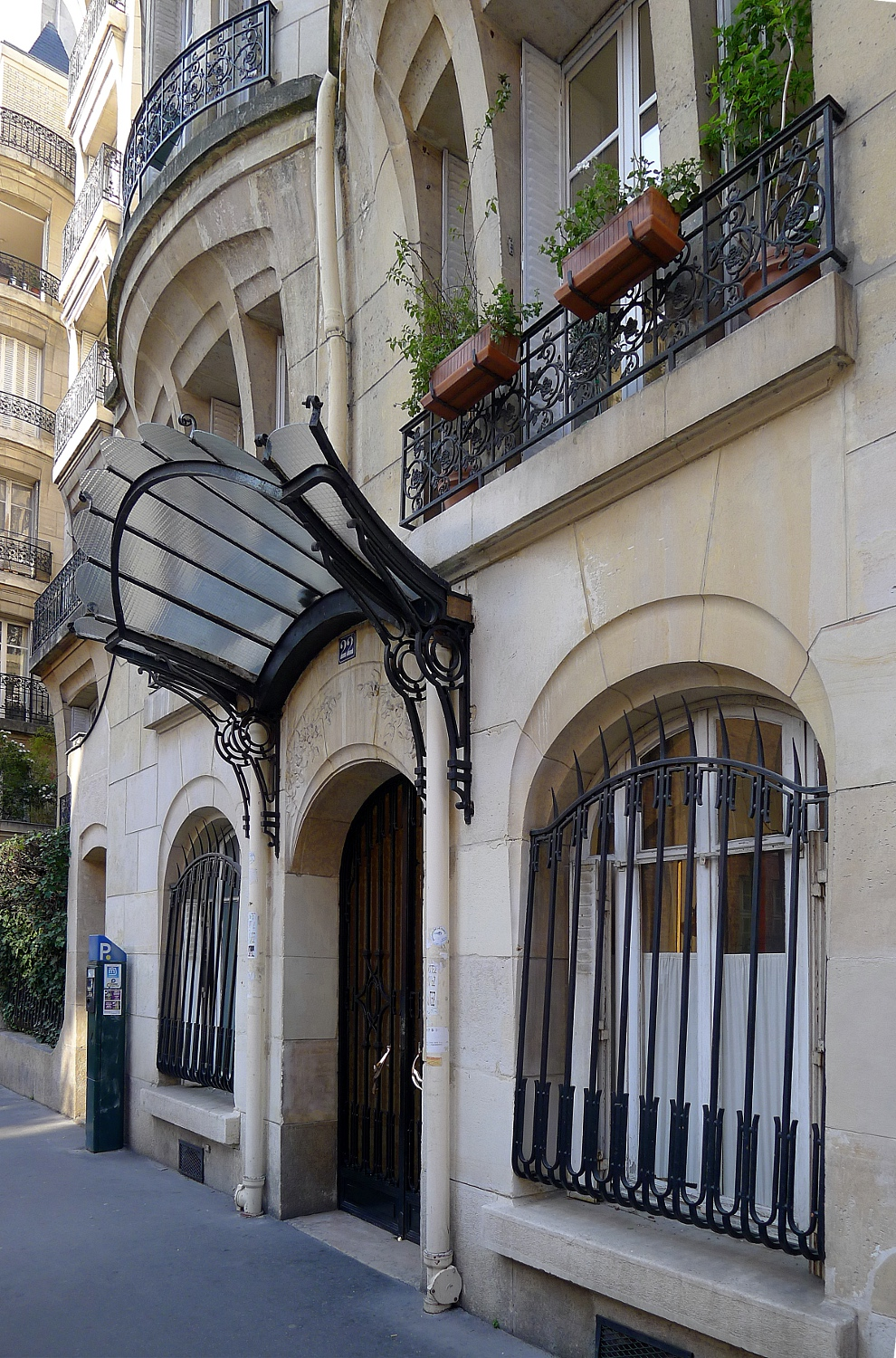
No 22 : immeuble Art nouveau.
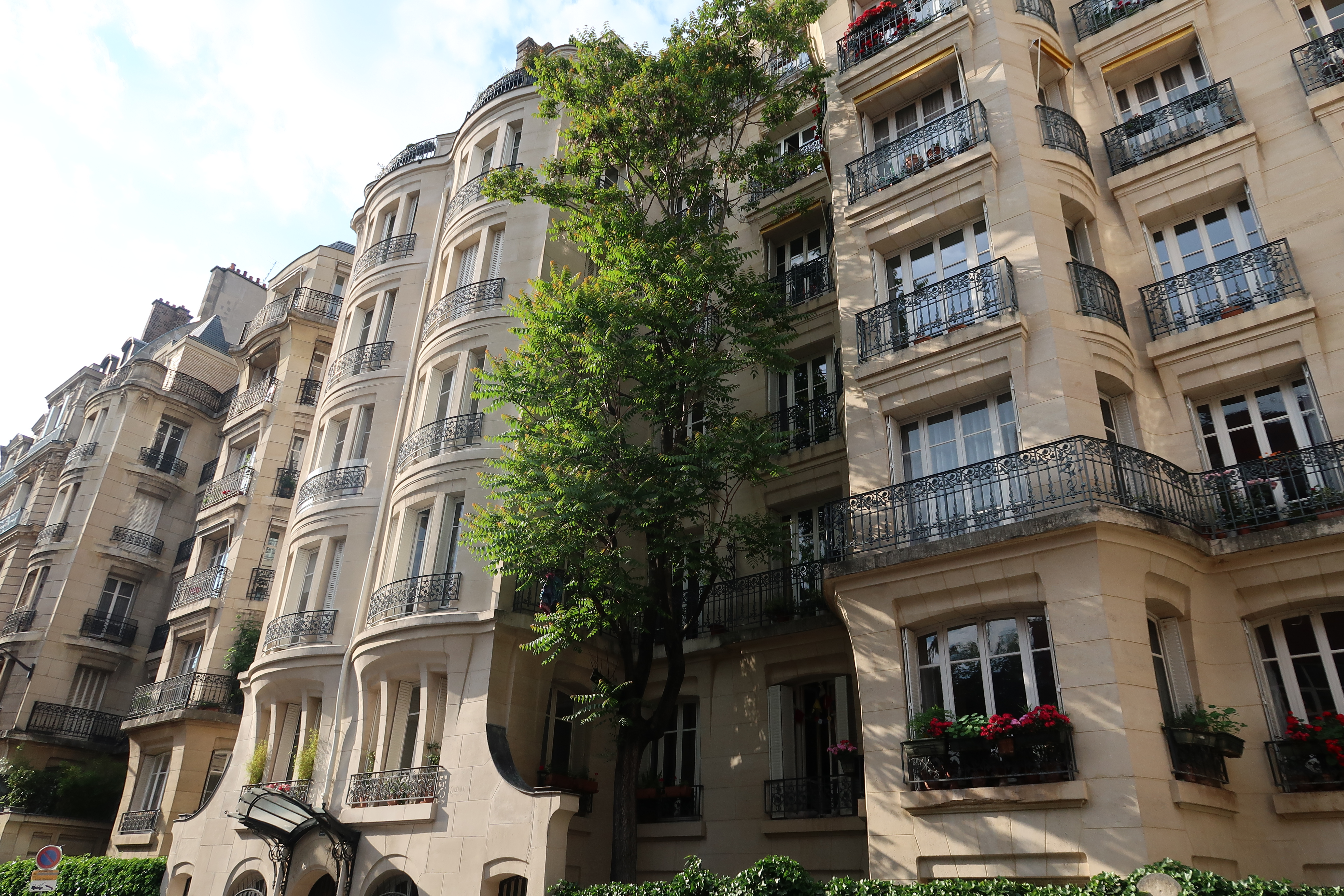
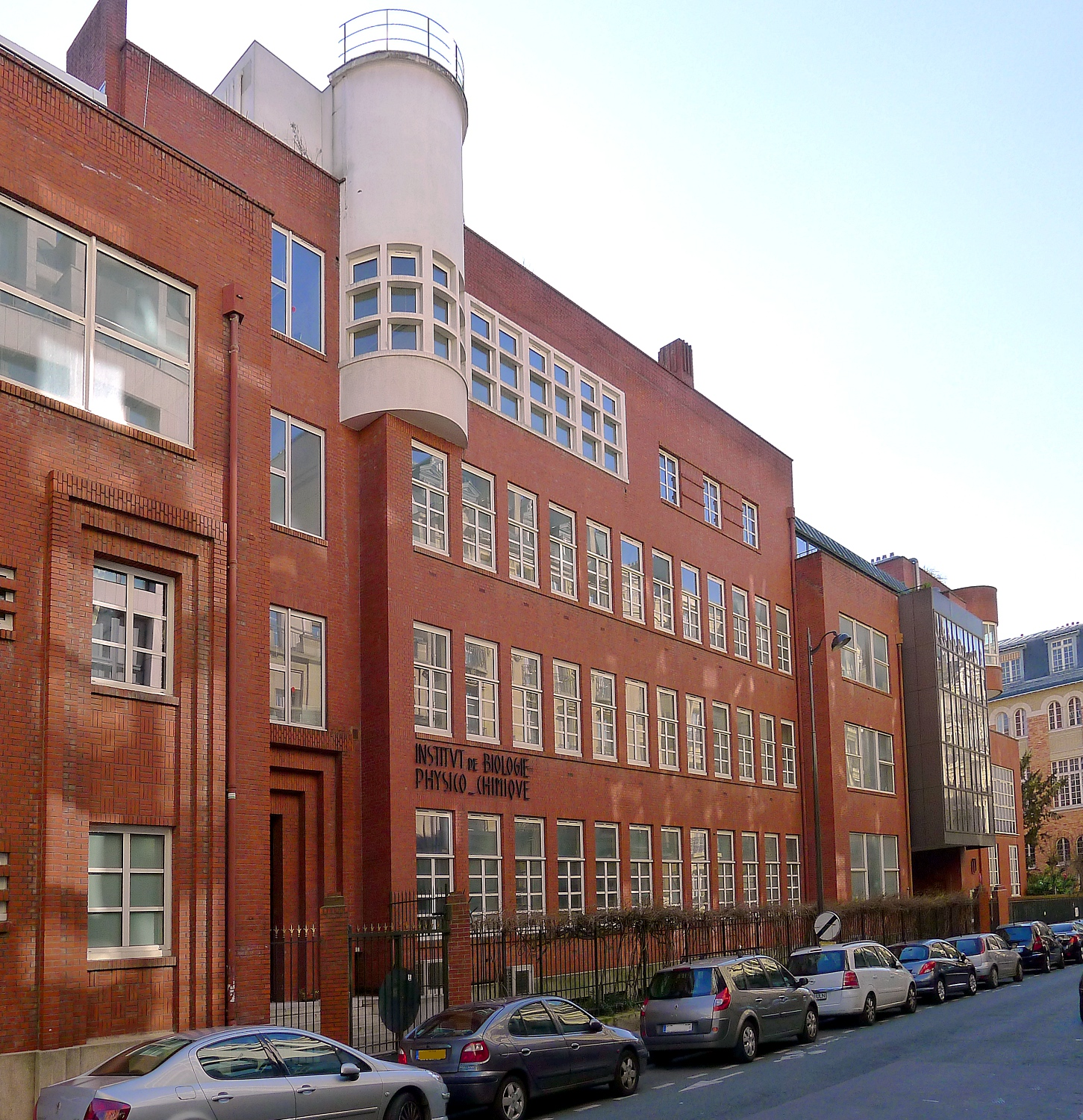
À gauche l'institut de biologie physico-chimique et, au fond, l'Institut de géographie.

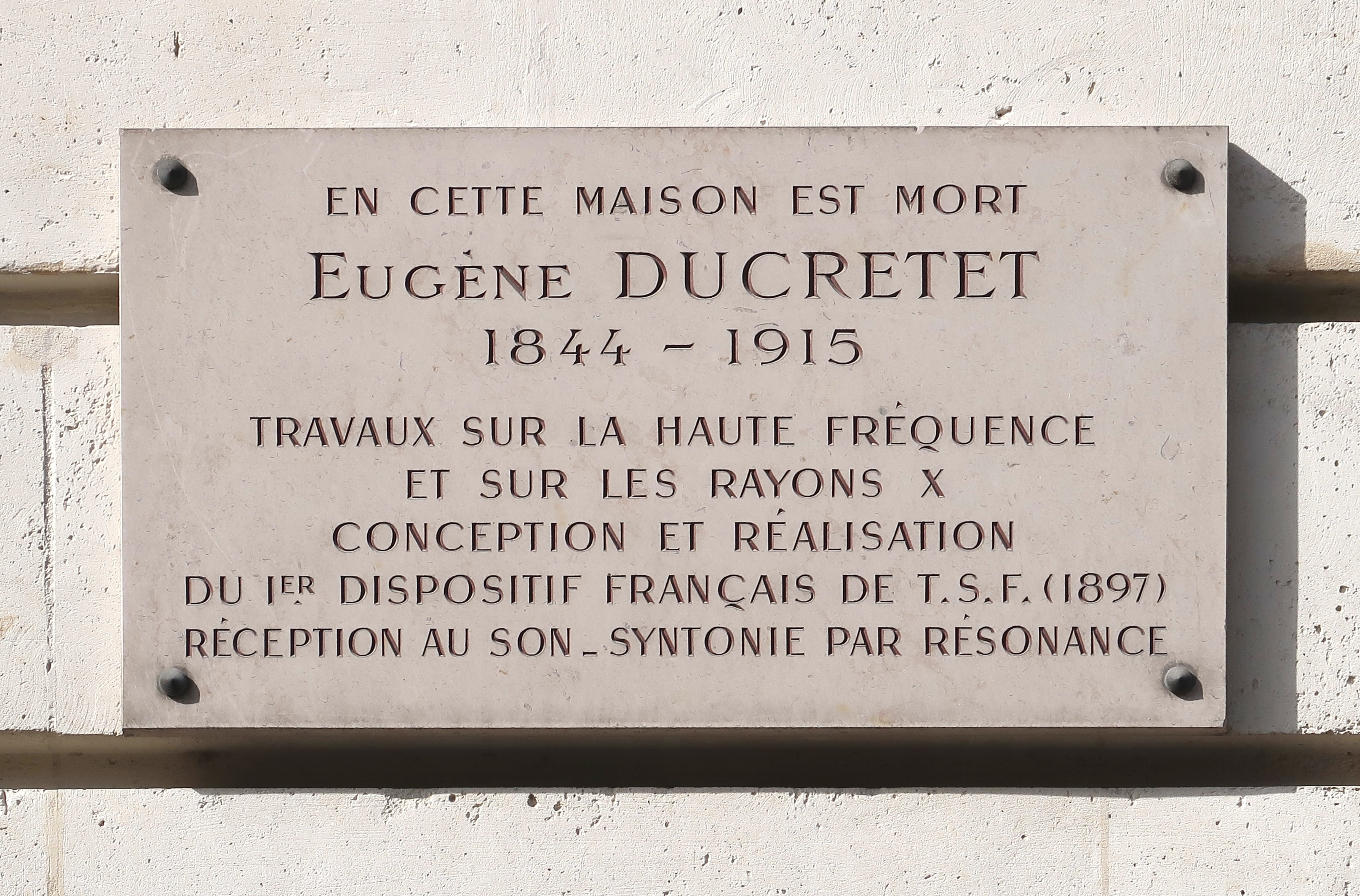
Plaque au no 10.
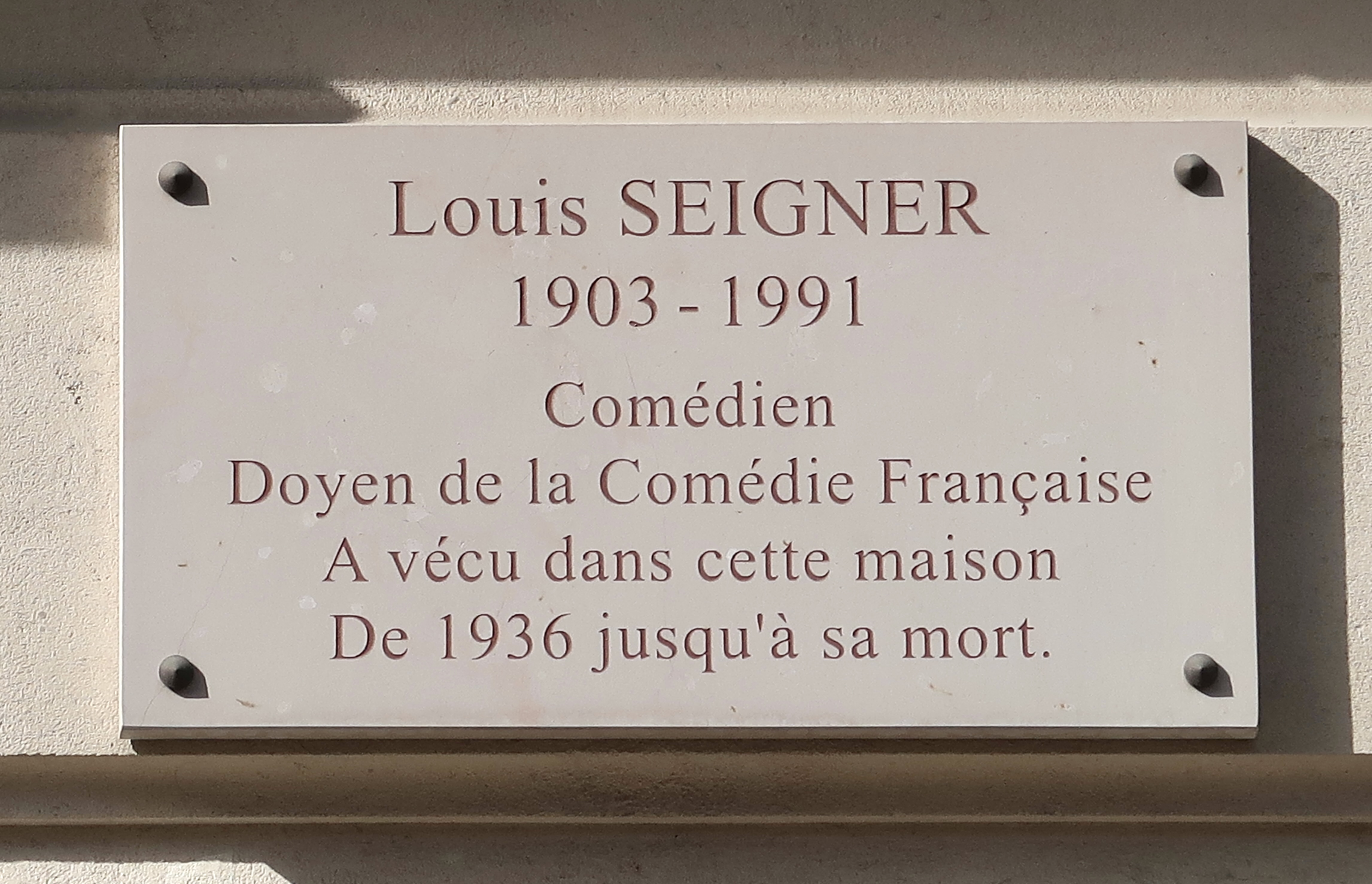
Plaque au no 12.
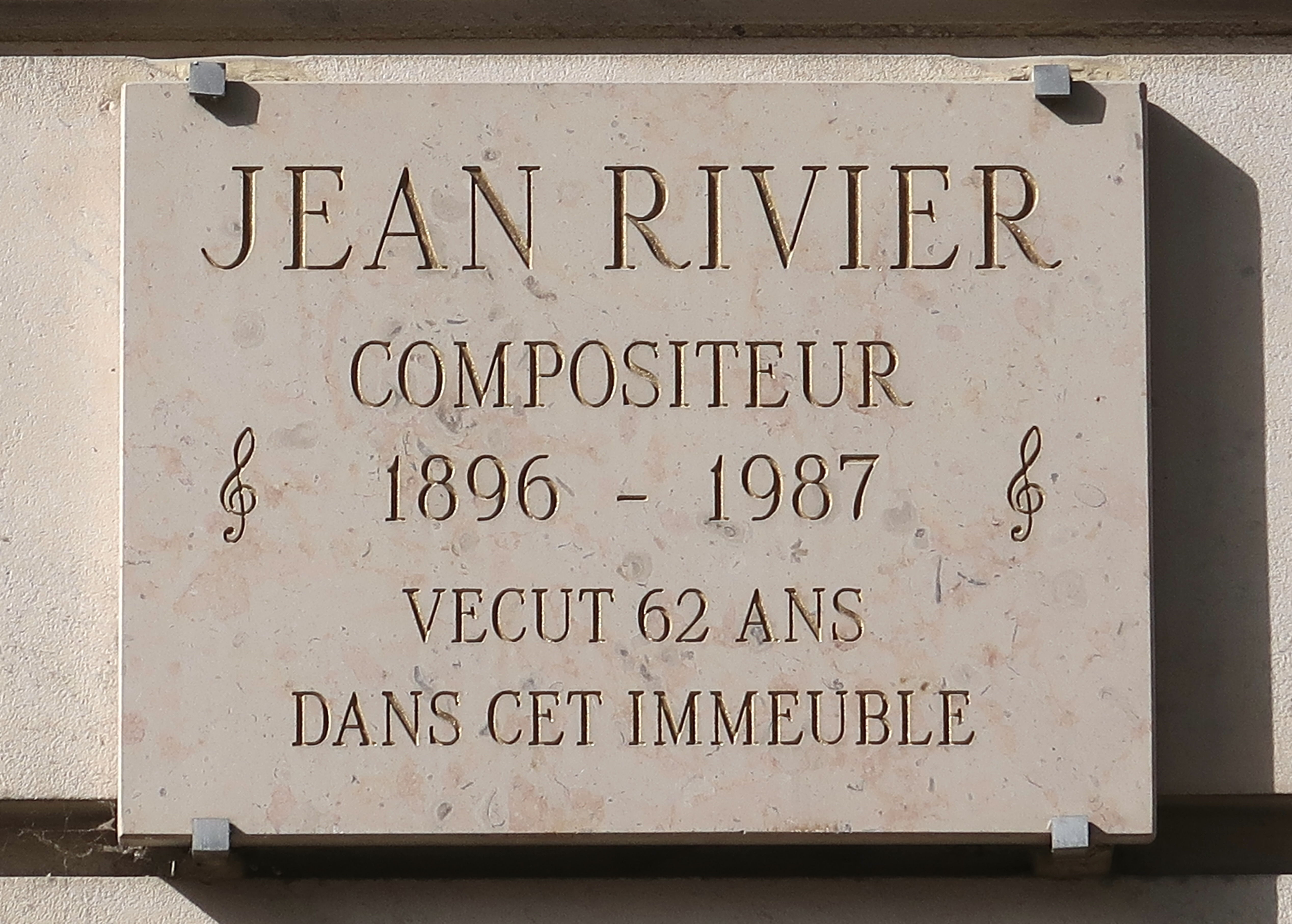
Plaque au no 18.